# 白井聡
白井 聡（しらい さとし、1977年9月5日 - ）は、日本の思想史家、政治学者。京都精華大学准教授。専門はレーニン主義、社会思想、政治学。実父は第15代早稲田大学総長である白井克彦。早稲田大学政治経済学部政治学科卒業。

## 経歴
- 2001年 - 早稲田大学政治経済学部政治学科卒業。
- 2003年 - 一橋大学大学院社会学研究科修士課程修了。
- 2006年 - 同博士後期課程単位修得退学。
- 2010年 - 論文『レーニンの政治思想』で一橋大博士（社会学）。審査員は加藤哲郎、岩佐茂、平子友長[3][4][5]。
- 日本学術振興会特別研究員、早稲田大学政治経済学術院非常勤講師、文化学園大学服装学部服装社会学科助教（民族文化論、哲学担当）等を経る。
- 2015年 - 京都精華大学人文学部総合人文学科社会専攻専任講師（社会思想、政治学）[6]。
- 2022年 - 京都精華大学国際文化学部准教授。

## 栄誉
2013年に『永続敗戦論 戦後日本の核心』で第4回いける本大賞、第35回石橋湛山賞、第12回角川財団学芸賞を受賞。

## 研究テーマ
主にロシア革命の指導者であるレーニンの政治思想をテーマとした研究を手掛けてきたが、近年は現代日本政治史の分野でも発言している。

## 主張
白井は『永続敗戦論』において、戦後日本は対米従属的な政治体制により、日本人の歴史的意識から敗戦の事実を追いやり戦争責任を否定することが可能となり、それにより対米従属的な政治権力の正当性を保つことができたと主張している。この「対米従属 ⇔ 敗戦の否認」という相補関係により成り立つ日本の政治体制を「永続敗戦レジーム」と呼んでいる白井は、この永続敗戦レジームがもたらしながら同時に隠蔽してきた代表的な問題として挙げているのが領土問題と米軍基地問題であるとして、これらは第二次世界大戦後の敗戦処理と対米関係構築の双方の事情がきっかけとなっていると論じている。

## 著書

### 単著
- 『未完のレーニン　―「力」の思想を読む―』講談社、2007年5月。ISBN 978-4062583879
- 『「物質」の蜂起をめざして　―レーニン、「力」の思想―』作品社、2010年5月。ISBN 978-4861822889
- 『永続敗戦論　―戦後日本の核心―』太田出版〈プラス叢書〉、2013年3月。ISBN 978-4778313593
- 『「戦後」の墓碑銘』金曜日、2015年10月。ISBN 978-4865720051
- 『戦後政治を終わらせる:永続敗戦の、その先へ』NHK出版〈NHK出版新書〉、2016年4月。ISBN 978-4140884850
- 『白井聡対話集 ポスト「戦後」の進路を問う』孫崎享ほか[注 1]、かもがわ出版、2018年2月1日。ISBN 978-4780309492
- 『国体論　―菊と星条旗―』集英社〈集英社新書〉、2018年4月。ISBN 978-4087210286
- 『武器としての「資本論」』東洋経済新報社、2020年4月。ISBN 978-4492212417
- 『長期腐敗体制』KADOKAWA〈角川新書〉、2022年6月10日。ISBN 978-4040824222。
- 『今を生きる思想 マルクス 生を呑み込む資本主義』講談社〈講談社現代新書〉、2023年2月16日。ISBN 978-4065311967。

### 共著
- 『マルクス『資本論』入門 : 危機の資本主義を超えるために』的場昭弘ほか著、河出書房新社〈KAWADE道の手帖〉、2009年4月。ISBN 978-4309740270
- 『自由と自律』仲正昌樹編、御茶の水書房〈叢書アレテイア〉、2010年9月。ISBN 978-4275008985
- 『日本人が知らないウィキリークス』小林恭子ほか著、洋泉社、2011年2月。ISBN 978-4862486936
- 『ネグリ、日本と向き合う』アントニオ・ネグリほか著、NHK出版〈NHK出版新書〉、2014年3月。ISBN 978-4140884300
- 『日本劣化論』笠井潔共著、ちくま新書、2014年7月。ISBN 978-4480067876
- 『日本戦後史論』内田樹共著、徳間書店、2015年2月。ISBN 978-4198639068
- 『日本の反知性主義』内田樹編、晶文社、2015年3月。ISBN 978-4794968180
- 『偽りの戦後日本史』カレル・ヴァン・ウォルフレン共著、角川書店、2015年4月。ISBN 978-4046533425
- 『「開戦前夜」のファシズムに抗して』山口二郎ほか著、かもがわ出版、2015年10月。ISBN 978-4780308075
- 『福島を切り捨てるのですか:"20ミリシーベルト受忍論"批判』「生業を返せ、地域を返せ!」福島原発訴訟原告団・弁護団共著、かもがわ出版、2015年11月。ISBN 978-4780308150
- 『福島が日本を超える日』浜矩子ほか著、かもがわ出版、2016年3月。ISBN 978-4780308273
- 『グローバル化のなかの政治』杉田敦編、岩波書店〈岩波講座現代〉、2016年4月。ISBN 978-4000113847
- 『誰がこの国を動かしているのか:一握りの人による、一握りの人のための政治を変える』鳩山友紀夫・木村朗共著、詩想社〈詩想社新書〉、2016年6月。ISBN 978-4908170089
- 『リベラル再起動のために』北田暁大・五野井郁夫共著、毎日新聞出版、2016年6月。ISBN 978-4620323879
- 『転換期を生きるきみたちへ:中高生に伝えておきたいたいせつなこと』内田樹編、晶文社、2016年7月。ISBN 978-4794968258
- 『属国民主主義論:この支配からいつ卒業できるのか』内田樹共著、東洋経済新報社、2016年7月。ISBN 978-4492212271
- 『平和をどうつくるのか:『戦後』を超えて』平和問題研究会編、メディアイランド、2016年8月。ISBN 978-4904678794
- 『日本会議をめぐる四つの対話』菅野完著、K&Kプレス、2016年12月。ISBN 978-4906674688
- 『憲法サバイバル:「憲法・戦争・天皇」をめぐる四つの対談』ちくま新書編集部編、筑摩書房〈ちくま新書〉、2017年4月。ISBN 978-4480069535
- 『現代の"見えざる手":19の闇』元木昌彦編著、人間の科学新社、2017年5月。ISBN 978-4822603281
- 『憂国論:戦後日本の欺瞞を撃つ』鈴木邦男共著、祥伝社〈祥伝社新書〉、2017年7月。ISBN 978-4396115081
- 『経済的徴兵制をぶっ潰せ!:戦争と学生』雨宮処凛ほか著、岩波書店〈岩波ブックレット〉、2017年8月。ISBN 978-4002709710
- 『白金猿:ポスト安倍政権の対抗軸』金平茂紀・猿田佐世共著、かもがわ出版、2018年4月。ISBN 978-4780309584
- 『「日米基軸」幻想:凋落する米国、追従する日本の未来』進藤榮一共著、詩想社〈詩想社新書〉、2018年6月。ISBN 978-4908170034
- 『歴史の読みかた』桐光学園・ちくまプリマー新書編集部編、筑摩書房〈ちくまプリマー新書〉、2018年9月。ISBN 978-4480683328
- 『街場の平成論』内田樹編、晶文社、2019年3月。ISBN 978-4794970374
- 小池晃『小池晃対話集―政治に希望はある』新日本出版社、2019年4月22日。ISBN 978-4406063500。
- 『街場の日韓論』内田樹編、晶文社、2020年4月。ISBN 978-4794970404
- 望月衣塑子『日本解体論』朝日新聞出版〈朝日新書〉、2022年8月19日。ISBN 978-4022951878。
- 石破茂、鈴木エイト、古谷経衡、浜矩子、野口悠紀雄、鈴木宣弘、井上寿一、亀井静香『自民党という絶望』宝島社〈宝島社新書〉、2023年1月。ISBN 978-4299038500。
- 内田樹『新しい戦前 この国の“いま”を読み解く』朝日新聞出版〈朝日新書〉、2023年8月。ISBN 978-4022952288。
- 植草一秀『沈む日本 4つの大罪』ビジネス社、2024年7月1日。ISBN 978-4828426303。
- 保阪正康『「戦後」の終焉 80年後の国家論』朝日新聞出版〈朝日新書〉、2025年8月。ISBN 978-4022953292。

### シリーズ
ニッポンの正体シリーズ
- 白井聡、高瀬毅『ニッポンの正体 漂流を続ける日本の未来を考える』河出書房新社、2023年4月。ISBN 978-4309231280。
- 白井聡、高瀬毅『ニッポンの正体2024 新しい帝国戦争の時代』河出書房新社、2024年2月。ISBN 978-4309231471。
- 白井聡、高瀬毅『ニッポンの正体 漂流する戦後史』河出書房新社〈河出文庫〉、2024年5月。ISBN 978-4309421032。
- 白井聡、高瀬毅『ニッポンの正体2025 世界の二極化と戦争の時代』河出書房新社、2025年2月。ISBN 978-4309229560。

### 訳書
- スラヴォイ・ジジェク『イラク　―ユートピアへの葬送―』松本潤一郎・比嘉徹徳共訳、河出書房新社、2004年5月。ISBN 4309243134
- モイシェ・ポストン（英語版）『時間・労働・支配　―マルクス理論の新地平―』野尻英一監訳（共訳）、筑摩書房、2012年8月。ISBN 978-4480867223

## 出演

### テレビ番組
- 『新世代が解く!ニッポンのジレンマ』（NHK Eテレ、2014年1月1日）
- 『BSフジLIVE プライムニュース』（BSフジ、2014年5月7日、2022年7月1日）
- 『深層NEWS』（BS日テレ、2014年8月18日）
- 『津田大介 日本にプラス』（テレ朝チャンネル2、2019年1月28日）
- 『田村淳の訊きたい放題』（TOKYO MX、2019年5月4日）
- 『東京ホンマもん教室』（TOKYO MX、2024年6月22日）

### ウェブ番組
- 『ビデオニュース・ドットコム』
- 『UIチャンネル 東アジア共同体研究所』（YouTube）
- 『デモクラシータイムス』（YouTube）
- 『エアレボリューション』（ニコニコ生放送[注 2]）

### ラジオ
- 『大竹まこと ゴールデンラジオ!』（文化放送）
- 『久米宏 ラジオなんですけど』（TBSラジオ）
- 『くにまるジャパン 極』（文化放送）

## 騒動
2020年8月29日に歌手の松任谷由実が、安倍晋三内閣総理大臣の辞任に伴う会見について「泣いちゃった。切なくて」などとコメントしたことに対し、自身のFacebookに「荒井由実のまま夭折すべきだったね。本当に、醜態をさらすより、早く死んだほうがいい」と書き込み非難を浴び、白井の勤務先である大学が謝罪する事態となった。批判を受け、白井は「人の生命を軽んじる発言、暴力的な発言であるとのご指摘を受け、自身の発言の不適切さに思い至りました。深く反省をしております」「松任谷由実氏に、心からお詫びを申し上げます。また、不快な思いをされた多くの皆さまにもお詫びいたします」と謝罪の上、発言を取り消すと発信した。